# Néré
Néré település Franciaországban, Charente-Maritime megyében. Lakosainak száma 667 fő (2022. január 1.). Néré Contré, Les Éduts, Le Gicq, Loiré-sur-Nie, Romazières, Seigné, Villemorin és Vinax községekkel határos.

## Népesség
A település népességének változása:
| Lakosok száma | 961  | 849  | 752  | 735  | 758  | 737  | 734  | 683  | 658  | 667  |
|               | 1968 | 1982 | 1990 | 2006 | 2013 | 2015 | 2017 | 2019 | 2020 | 2022 |